# José Pérez Hervás
José Pérez Hervás (Valencia, 1880-1946) fue un escritor, lexicógrafo, traductor y publicista español que ejerció además como director artístico de la Enciclopedia Ilustrada Euro-Americana de Espasa. Publicó tanto bajo su nombre real como usando numerosos pseudónimos, entre los que se incluyen: Pervás, Pimpín, Plinio «el Joven», Sávreh Zerepésoj, Singenio, Telégono, Urbi y Flora Ossette.

## Trayectoria

### Infancia y primera juventud
Nació el 23 de mayo de 1880 en Valencia. José era el hijo menor de Santiago Pérez García y Magdalena Hervás y de Dios, nacido después de su hermana Ángela (1875-1929) y su hermano Santiago (1878-1933). Tras el fallecimiento de su padre, cuando José era todavía muy pequeño, su madre se casó con José Sánchez Agudo – director del Hospital Militar de Bilbao – y tuvo con él otras dos hijas y otro hijo. Tras el fallecimiento de su padrastro, en 1889, se inician los trámites para que Pérez Hervás sea aceptado en el Colegio de Huérfanos de la Guerra de Guadalajara, en el cual ingresa en 1891. Al cumplir dieciséis años, en 1896, termina su estancia en dicho colegio.
Con tan sólo diecisiete años, en 1897, se embarca en Barcelona para combatir en la Guerra de Independencia de Filipinas como cabo de infantería. Tras abandonar al ejército español, Pérez Hervás se alista en el ejército filipino para luchar contra Estados Unidos en la Segunda Guerra de Independencia Filipina. Al finalizar la guerra permanece en Asia durante unos años hasta que regresa a España, en 1901, e ingresa en la Compañía de Jesús. Después de varios años de formación en distintos lugares y tras ejercer como profesor, en junio de 1909 abandona la Compañía por falta de vocación y se instala en Barcelona.

### Traslado a Barcelona
En 1910 se casa con Flora Osete, también escritora y lexicógrafa. Juntos tendrán un hijo y tres hijas: José, Magdalena, Ángela y Florita. Las hijas formarían un trío musical bajo el nombre de Preziossette, un juego de palabras combinando los apellidos 'Pérez' y 'Osete'.
En su etapa en Barcelona, Pérez Hervás continúa su labor como profesor de lenguas extranjeras y desempeña diversas labores en la industria editorial, donde trabaja como corrector, traductor, autor y director artístico. Tras nueve años (1908-1917) en la casa Montaner y Simón Editores, donde trabaja como autor, traductor y corrector, Pérez Hervás se incorpora a la editorial Espasa como redactor en su famosa Enciclopedia Ilustrada. Entre 1919 y 1933 ejercerá como director artístico de dicha enciclopedia. Su relación laboral acaba con la finalización de los 72 volúmenes y 10 apéndices de la enciclopedia, y lo hace de manera conflictiva. 

### Conflicto con Espasa-Calpe
Según Philippe Castellano:

J. Pérez Hervás se considera perjudicado por el importe de la indemnización que le ofrece José Espasa Escayola, encargado por ESPASA-CALPE S.A., de gestionar en Barcelona el despido progresivo de los últimos redactores de la Enciclopedia Espasa. 

Como ha acordado en diciembre de 1933 una indemnización fijada en seis meses de salario (6.000 pesetas) y estima tener que beneficiarse el doble, J. Pérez Hervás intentará presionar a ESPASA-CALPE, S.A. […]

Luis Silva-Villar y Susana Silva Villar aportan más detalles sobre la naturaleza del conflicto:

La firma de rescisión del contrato en el caso de algunos trabajadores de plantilla, entre ellos JPH [José Pérez Hervás], suponía la desvinculación de la empresa y el pago de una reducida indemnización, aceptada finalmente por JPH a cambio de la promesa de un empleo en la sede de Madrid. Cuando JPH se dio cuenta de que pasaba el tiempo y no le llamaban, decidió presionarles abriendo el 1 de marzo de 1934 junto a su amigo y compañero Manuel Navarro Celma –también perjudicado por Espasa debido a otro asunto– la Oficina de Información para la defensa de la propiedad Artística y Literaria, organización creada a imitación del Bureau de l’Union Internationale pour la protection des oeuvres littéraires et artistiques de Berna. Desde esta oficina querían denunciar que Espasa no había efectuado los correspondientes pagos de los derechos de reproducción, e informar a los perjudicados.”
Tras dichos acontecimientos y en respuesta a las exigencias de compensación por parte de la empresa de fotografía italiana Hermanos Alinari, la editorial Espasa-Calpe responsabiliza a Pérez Hervás de las irregularidades, pese a que él “no ha sido responsable de la dirección artística hasta 1919 y que su papel sólo consistía en escoger, no en pagar, ya que ésta era la tarea de los responsables de la editorial”.
Después de intentar movilizar a las Cámaras del Libro de Madrid y Barcelona para que interviniesen en respuesta a los acontecimientos, Pérez Hervás escribe un libro en el que dará a conocer las irregularidades relacionadas con los derechos de reproducción de las ilustraciones, publicado por el Centro Enciclopédico de Cultura en 1935 bajo título de Espakalpe (La Gran Ladronera).
La tirada completa de Espakalpe es intervenida judicialmente tras una denuncia por coacción que señala al libro como “cuerpo del delito”. En mayo de 1935 varios periódicos (ABC, El Día de Alicante, El Siglo Futuro y La Libertad) publican un mismo artículo en el que presentan al caso como una estafa por parte de José Pérez Hervás y Manuel Navarro Celma a una conocida editorial establecida en Madrid. La noticia habla de Pérez Hervás y Navarro como delincuentes. Del primero se dice además que es desertor del ejército en Filipinas y por tanto un traidor, mientras al segundo lo califica de anarquista en acción. Asimismo, el artículo indica que ambos fueron detenidos, puestos a disposición del juzgado y encarcelados en la Cárcel Modelo de Barcelona.
Meses después, en septiembre de 1935, el Centro Enciclopédico de Cultura publica un anuncio en el diario La Vanguardia para informar de la “pronta aparición de Espakalpe”, presuntamente destinado a presionar a la editorial antes del juicio. Es posible suponer que se acaba produciendo un entendimiento entre ambas partes, ya que Pérez Hervás es exonerado y el 9 de octubre aparece un desmentido en dos de las publicaciones periódicas anteriormente citadas (El Siglo Futuro y La Libertad). Según el artículo publicado en El Siglo Futuro: “la Audiencia de Barcelona había revocado el auto de procesamiento que el Juzgado de instrucción número 11 había dictado contra el escritor [Pérez Hervás] por supuestas amenazas a una Sociedad editorial muy conocida en España” y aclara también, con respecto a su salida del ejército español en Filipinas, que “no se pasó al enemigo, sino que se quedó en el país en el mismo momento de ser evacuadas las islas por nuestras tropas y ocupadas por los norteamericanos”. No se decía nada de Navarro Celma en esta ocasión. El libro quedó fuera de circulación y Pérez Hervás no volvió a mantener vinculación alguna con la editorial.
Las investigaciones de Silva-Villar y Silva Villar  han revelado además otras ramificaciones del conflicto, que culmina con la alteración de contenidos en la propia enciclopedia Espasa mediante la supresión de las entradas dedicadas a Pérez Hervás y a su esposa y coautora, Flora Osete. La página 727 del tomo número 43 de la versión original de la enciclopedia, confeccionado en 1921, contenía una entrada biográfica dedicada a José Pérez Hervás, que venía además acompañada por un retrato a plumilla realizado por Luis Álvarez Brugués. 

La edición amputada adelanta de la página posterior la fotografía de Pérez Lugín, que sigue como “Lugin”, sin tilde, a pesar de las modificaciones. Otra parte del ahuecamiento se cubre con varios corrimientos derivados, en parte, de incluir un dibujo de Pérez Galdós en su entrada correspondiente. Los cambios siguen hasta la página 731. Aparte de las ilustraciones, lo más trascendental para el investigador es la numeración en sí misma, porque no hace falta ser un águila, ni muy lince, para ver que la sospechosa “coincidencia” en el número de la página que le correspondería a Pérez Hervás en la edición alterada, y la que le corresponde en la original –la 727–, tiene solo explicación lógica si los cambios se teledirigieron tomando como centro variatriz de la supresión la dichosa página. Cualquier otro cambio o actualización que afectase al tomo en su conjunto –que no se excluye que los haya– hubiera inevitablemente derivado otro número de página.

Asimismo, también se eliminó el artículo biográfico dedicado a Flora Osete en la página 846 del tomo número 40 de la versión original de la enciclopedia, confeccionado en 1919, “por el pecado de ser su mujer y compañera de aventuras lexicográficas”.
Estos hallazgos ponen en cuestión la integridad de la enciclopedia al refutar la afirmación de que la enciclopedia no ha sufrido ninguna modificación en sus numerosas reimpresiones y que el cuerpo principal ha quedado intacto, mientras que las actualizaciones se recogían a modo de suplementos.

### Últimos años

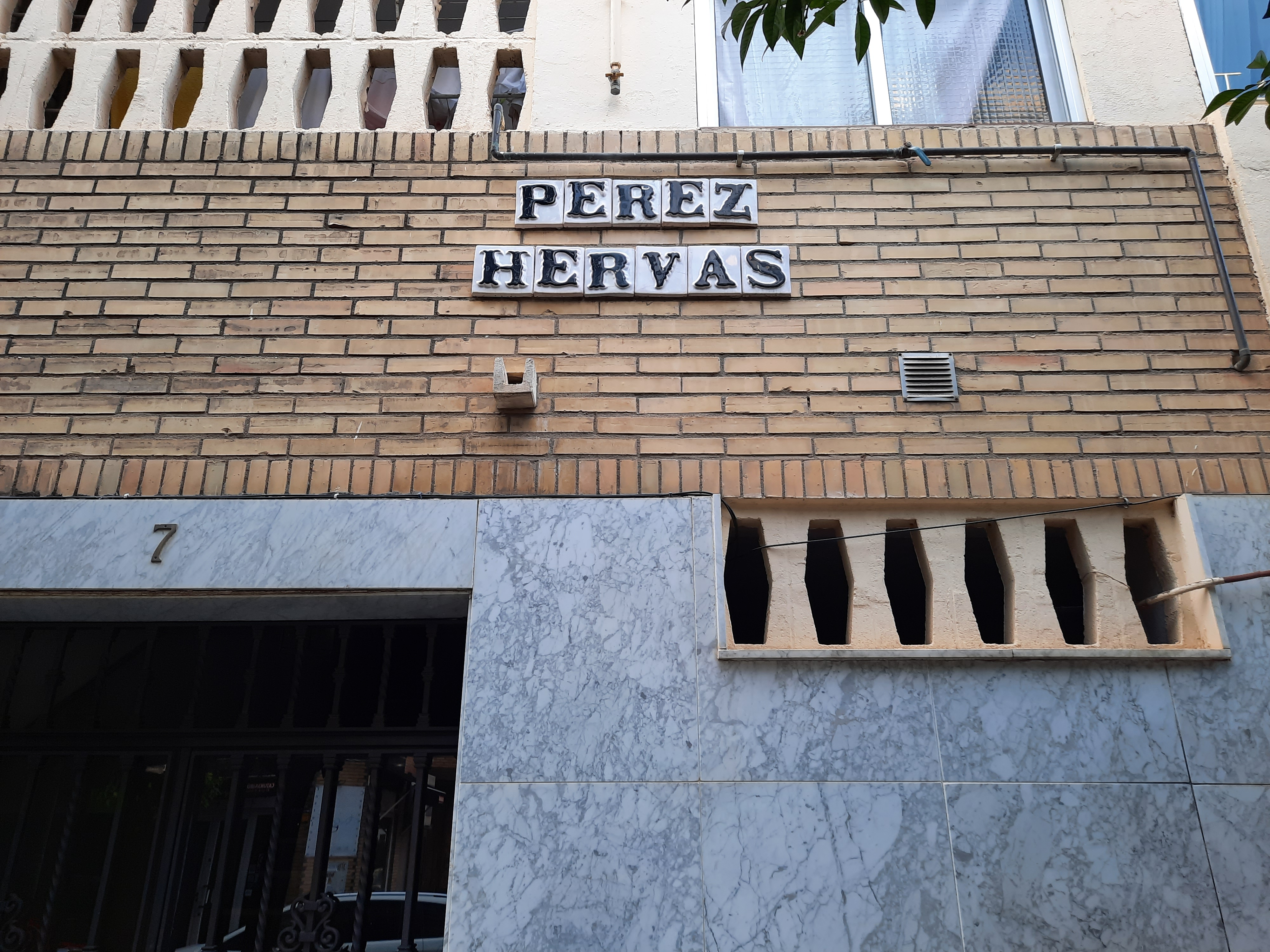
Rótulo de la calle Pérez Hervás en Sevilla

Desde 1935 en adelante su actividad está fundamentalmente centrada en la política. Durante la guerra participó en el rotativo Mi Revista, promovido por los sindicatos CNT y UGT. Su último rastro es de 1939, fecha en la que publica una pequeña nota en prensa anunciando la venta de su diccionario Diccionario de Correspondencia Comercial. En los años 1940 se rotula en Sevila un calle con el nombre Pérez Hervás. Falleció el 21 de julio de 1946.

## Obra
Pérez Hervás toca prácticamente todos los géneros literarios como autor (poesía, novela, cuento y ensayo, entre otros), destacando en especial su labor como lexicógrafo. Tradujo también un total de 20 obras, la mayoría entre 1911 y 1917.

### Lexicografía
Además de su papel como redactor y director artístico de la Enciclopedia Espasa, destaca también su labor, en el Gran Diccionario de la Lengua Castellana, proyecto iniciado por Anicet de Pagès (1843-1902), continuada por Miguel Mir y Noguera (1841-1912) y finalmente revisada y completada por Pérez Hervás, con importantes aportaciones por parte de Flora Osete también. Asimismo, es autor del Manual de Rimas Selectas o Pequeño Diccionario de la Rima y el Diccionario de Correspondencia Comercial en castellano, francés, inglés, italiano y alemán.

### Ensayos y artículos
Pérez Hervás publica numerosos artículos en prensa y escribe ensayos para acompañar varias de sus traducciones.
En este género, destaca su Historia del Renacimiento, publicada por Montaner y Simón en 1916 y compuesta por tres tomos:
1. El Renacimiento en Italia
2. La propagación del Renacimiento
3. Las Bellas Artes en el Renacimiento

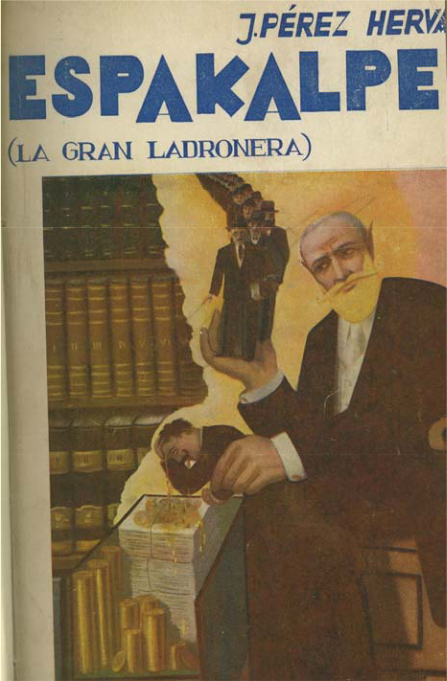
Portada del libro Espakalpe (José Pérez Hervás, 1934)

 En 1935 publica Espakalpe (La Gran Ladronera), en el que critica la calidad de la Enciclopedia Espasa y acusa a la editorial de no haber pagado los correspondientes derechos de autor por una gran cantidad de materiales usados en su elaboración. También denuncia la avaricia de sus directivos y el mal trato a los empleados, algo que queda reflejado en la portada del libro, que contiene una ilustración satírica dibujada por el propio Pérez Hervás. En la dedicatoria incluida en el libro, Pérez Hervás explica el simbolismo de la ilustración, así como el significado del título de cada una de las cuatro partes que lo componen: La Gran Ladronera, El Gran Timo, «Los famelics dè dalt», Sic Vos non Vobis.

Siendo V. S. el Presidente Supremo y rico de Espasa-Calpe, S. A., a la que llamo “La Gran Ladronera” por los motivos que V. S. conoce, pláceme dedicarle este libro “Espakalpe”, hijo de mi pobre pluma.
En la portada, hija también de mis pobres pinceles, he querido representar a V. S. en ese suntuoso personaje de caridad de oropel y crueldad de rastacuero, que se ha hecho la “barba de oro” estrujando con su siniestra y atrayendo con la diestra, ante la sed de gloria y oro del fondo, a los escritores (“Los Famélicos”) que acuden a la redacción de la Enciclopedia (“El Gran Timo”) para convertir sus pensamientos en monedas de oro que caen en la Caja de la Anónima (“Sic Vos non vobis”).
Las orejas que en punta he puesto a V. S., unos creerán las he imitado de El Greco, que así las dibujaba, y otros opinarán con de burro. Tómelas V. S. como mejor le pluguiere, y si este retrato, que tan bien le refleja, no le place tanto como el que le hizo Ignacio Zuloaga, no culpe al artista ni estrelle el espejo: El romper la cara importa, que el espejo no hay por qué.

Dedicatoria de Espakalpe, citada en Silva Villar (2015, p.40-41).

### Novela
- Joyas del aire, 1910.
- Brani, 1911.
- El hijo de la momia, 1913.

### Cuentos y relatos breves
- El cirio de arroba, en La Ilustración Artística (24/10/1910)
- La viudez de Luisa, en La Ilustración Artística (23/10/1911)
- El hijo del verdugo, en La Ilustración Artística (08/04/1912)
- La mismísima energía, en La Ilustración Artística (08/07/1912)
- El llanto de Alfredo, en La Ilustración Artística (10/03/1913)
- Mutua salvación, en La Ilustración Artística (16/06/1913)
- La madre aviadora, en La Ilustración Artística (20/10/1913)
- Amor perjuro, en La Ilustración Artística (11/05/1914)
- El "Don Carlos" de la Costa, en La Ilustración Artística (31/08/1914)
- Alma Baturra, en La Ilustración Artística (14/09/1914)
- La Gargantilla, en La Ilustración Artística (22/02/1915)
- La aventura de Jonás, en La Ilustración Artística (21/06/1915)
- La Ruth alcareña , en La Ilustración Artística (10/07/1916)
- Cosmogonía japonesa, en La La Ilustración Artística (02/10/1916)
- 'El Ama' y 'Dulcinea', dentro del libro Las mujeres de Cervantes, 1916, de José Sánchez Rojas
- Las diez moneditas, en La Ilustración Española y Americana (08/10/1918)
- Lorito real, en La Ilustración Española y Americana (08/11/1918)
- La maldición de Elvira, en La Ilustración Española y Americana (30/03/1919)
- El padre elegido, en Diario de Alicante (30/08/1927)
- Alma fascista, en Mi Revista (15/02/1937)
- Sor Fai, en Mi Revista (15/03/1937)

### Traducciones
Además de participar en la traducción de diversas obras colectivas, también tradujo varias novelas y monografías:
- El convite del divino amor, 1911, Giuseppe Frassinetti. Barcelona: Eugenio Subirana.
- El cerro perdido ó Un cuento de Sonora, 1911, Thomas Mayne-Reid. Versión castellana de José PÉREZ HERVÁS. Edición ilustrada. Barcelona: Francisco Seix.
- Tomás Alva Edison: Sesenta años de la vida íntima del gran inventor, 1911, F. A. Jones. Traducida al español por José Pérez Hervás. Edición ilustrada. Biblioteca Universal. Barcelona: Montaner y Simón.
- Municipalización y nacionalización de los Servicios Públicos, 1912, Sir John Lubbock. Traducción de la tercera edición inglesa por José Pérez Hervás. Barcelona: Eugenio Subirana
- Rodney Stone, 1912, Arthur Conan Doyle. Traducción de José Pérez Hervás. Edición ilustrada. Barcelona: Sopena.
- China: dos años en la Ciudad Prohibida. Vida íntima de la Emperatriz Tzu Hsi, 1913, Princesa Der Ling. Versión de José Pérez Hervás. Edición ilustrada. Barcelona: Montaner y Simón.
- Los terrores del radio, 1913, Albert Dorrington. Traducción de José Pérez Hervás. Edición ilustrada. La Ilustración Artística. Barcelona: Montaner y Simón.
- La mujer y el trabajo, 1914, Olive Schreiner. Edición ilustrada. Barcelona: Montaner y Simón. Traducción española firmada por Flora Ossette y atribuida a Pérez Hervás.[2]
- La isla del tesoro, 1914, Robert Louis Stevenson. Versión castellana de José Pérez Hervás. Barcelona: Editorial Ibérica.
- Narraciones de un cazador, 1914, Ivan Tugueneff. Barcelona: Editorial Ibérica. Traducción anunciada como directa del ruso por F. O y atribuida a Pérez Hervás, pese a no ser conocedor de dicha lengua.[2]
- El Dinamitero, 1914 o 1915, Robert Louis Stevenson. Versión directa del inglés por José Pérez Hervás. Barcelona: Editorial Ibérica.